# Edmund Glaise-Horstenau
Edmund Glaise-Horstenau, geboren als Edmund Glaise von Horstenau (Braunau am Inn, 27 februari 1882 -  Neurenberg, 20 juli 1946) was een Oostenrijkse nazi, militair-geschiedkundige, publicist, vicekanselier in het kabinet van Seyss-Inquart en generaal.

## Loopbaan tot de Anschluss 1938
De uit een officiersfamilie afkomstige Edmund Glaise-Horstenau werd na de vroege dood van zijn vader, op een militaire school opgeleid. Daarna trad hij toe tot de Theresianische Militärakademie in Wiener Neustadt. Vanaf 1903 was hij beroepsofficier en vervolgde de opleiding generale staf aan de academie. In 1913 werd hij als Hauptmann bij de Oostenrijkse Staatsarchiefdienst ingedeeld.
In de Eerste Wereldoorlog diende Glaise-Horstenau na een korte periode aan het front in Galicië, vanaf 1915 in de staffunctie voor pers en politiek van het Oostenrijks-Hongaarse leger. Hierbij werkte hij nauw samen met de Duitse militaire volmacht bij deze staf, August von Cramon (1861-1940). In 1918 keerde hij terug naar de Staatsarchiefdienst waar hij van 1925 tot 1938 directeur was.
Tegelijk studeerde hij van 1919 tot 1921 aan de Universiteit Wenen, onder andere bij Heinrich von Srbik. In 1924 werd hij benoemd tot de Hofraad. In 1932 kreeg hij een eredoctoraat aan de Ludwig Maximilians-Universiteit in München, en hij bekleedde in 1934 een leerstoel aan de Universiteit Wenen voor moderne krijgsgeschiedenis.
Glaise-Horstenau was bovendien medewerker bij de nieuwsdienst van het Oostenrijkse Bondsleger, waar hij in 1934 tot kolonel werd benoemd. Hierbij leerde hij de Duitse militair attaché Wolfgang Muff kennen, die veel contact met de nieuwsdienst onderhield en zich daarbij voor een aansluiting van Oostenrijk bij Duitsland inzette.
Van origine een monarchist, ontwikkelde hij zich via betrokkenheid bij de strijd van de Zuid-Tirolers tegen de Italianisering, tot een nationalist in de jaren '30. Politieke gedrevenheid en persoonlijke ijdelheid motiveerden de publicist Glaise-Horstenau, die met militair-historische lezingen een zekere bekendheid in Oostenrijk en Duitsland kreeg. In 1934 bood hij Kurt Schuschnigg aan, als verbindingsman met de Duits-nationale oppositie te dienen. 
Schuschnigg stelde hem in 1934 aan als Staatsraad en op 11 juli 1936 als minister zonder portefeuille, vervolgens minister van Binnenlandse Zaken. Glaise-Horstenau speelde als tussenpersoon tussen Schuschnigg en Adolf Hitler, naast Franz von Papen een rol bij de totstandkoming van de Oostenrijks-Duitse overeenkomst van 11 juli 1936. Hierin verklaarde Duitsland onder andere, niet van plan te zijn Oostenrijk te annexeren.

## Loopbaan vanaf 1938
Toen Schuschnigg op 13 maart 1938 een referendum wilde houden om een Duitse invasie af te wenden, dwongen Glaise-Horstenau en Seyss-Inquart de Bondskanselier, na telefonische afstemming met Hermann Göring, tot aftreden. In het toen gevormde overgangskabinet van de nationaalsocialist Seyss-Inquart werd Glaise-Horstenau tot vice-kanselier benoemd. Na de bezetting van Oostenrijk door Duitse troepen werd hij op 15 maart 1938 lid van de door Adolf Hitler ingestelde regering-Seyss-Inquart. Hij werd aangeduid als „Deutscher Staatsminister“ onder Rijksstadhouder Seyss-Inquart. Tegelijk werd hij lid van de Rijksdag en van de SA, waarvan hij in 1943 Gruppenführer werd.

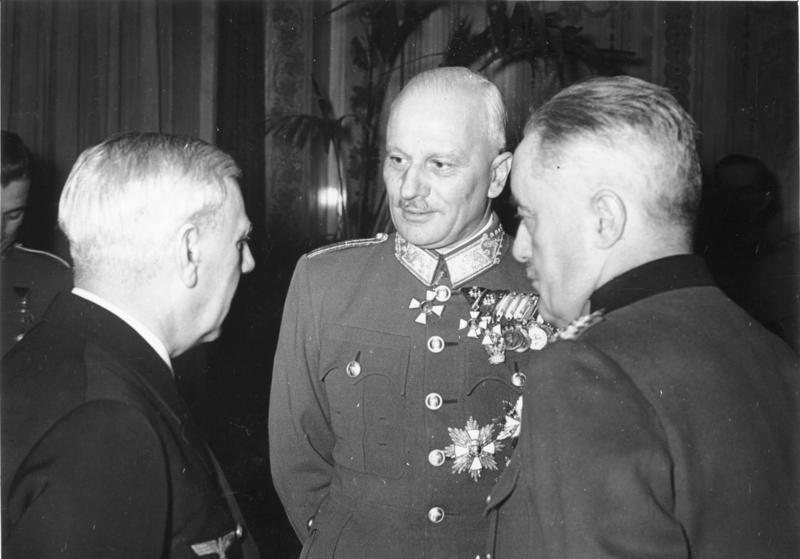
Glaise-Horstenau (rechts) met Wilhelm Canaris (links) en de Hongaarse minister van Oorlog Károly Bartha (midden), 23 januari 1941.

In 1939 werd Glaise-Horstenau in een commissie van de antisemitische Forschungsabteilung Judenfrage im Reichsinstitut für Geschichte in München benoemd. 
Na het begin van de Tweede Wereldoorlog werd Glaise-Horstenau in november 1939 als „Generaal met bijzondere opdracht“ bij het OKW aangesteld en aanvankelijk als Inspecteur der Oorlogsgraven op een zijspoor gezet. Daarom kon hij vanaf 1940 als honorair professor krijgsgeschiedenis aan de Universiteit Wenen werken.
In april 1941 werd hij tot Duits gevolmachtigd generaal benoemd in de Onafhankelijke Staat Kroatië, als militair attaché van de Wehrmacht bij het Ustaša-regime. Als militair diplomaat en tijdelijk bevelhebber van de Duitse troepen ter plaatse toonde hij moed en vaardigheid bij pogingen, de van diverse kanten in de oorlog begane gruweldaden in te dammen of te verminderen, bijvoorbeeld de misdaden van de Ustaša in het concentratiekamp Jasenovac.

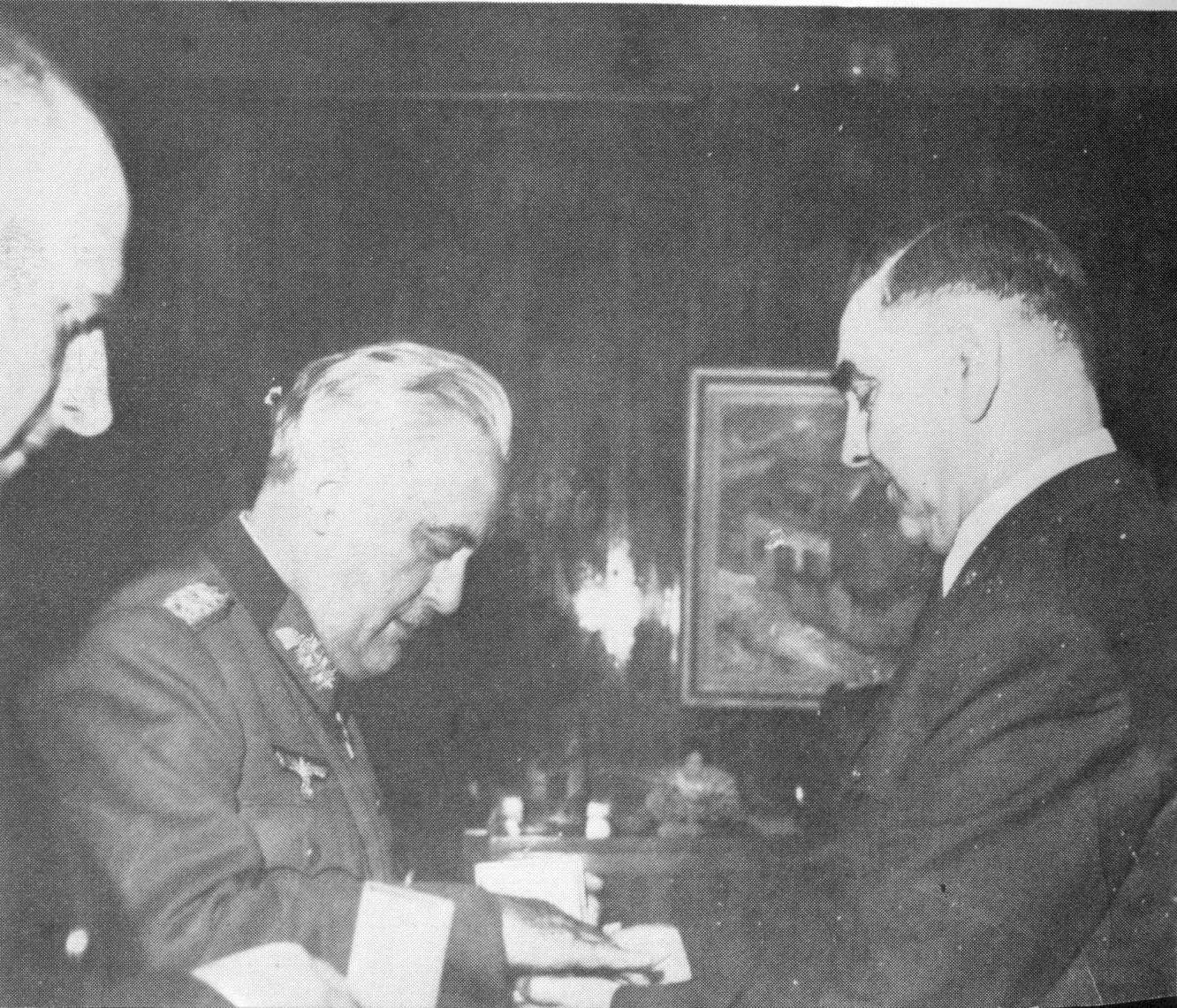
Siegfried Kasche, Glaise von Horstenau en Ante Pavelić in Zagreb.

Reeds op 28 juni 1941 meldde hij aan het Oberkommando der Wehrmacht (OKW):

...volgens betrouwbare rapporten van talrijke Duitse militaire en civiele waarnemers gingen de afgelopen weken de Ustaše als gekken tekeer.

Op 10 juli voegde hij eraan toe:

Onze troepen moeten stomme getuigen zijn van zulke gebeurtenissen; het heeft geen goede invloed op hun overigens hoge reputatie... Mij wordt vaak gezegd dat Duitse bezettingstroepen uiteindelijk zouden moeten ingrijpen tegen de misdaden van de Ustaše. Op dit moment heb ik daarvoor te weinig troepen beschikbaar. Ad hoc interventie in individuele gevallen zou het Duitse leger verantwoordelijk kunnen maken voor misdaden die ze eerst niet konden voorkomen.

Gebrek aan respons van het OKW frustreerde hem in toenemende mate. In 1944 raakte hij daardoor zelfs betrokken bij het Lorković-Vokić-complot, met als doel het regime van Pavelić omver te werpen en te vervangen door een regering van pro-geallieerden. De relatie met bondgenoot Italië en het Ustaša-regime stond zodanig onder druk dat hij in 1944 door persoonlijke interventie van de Kroatische leider Ante Pavelić naar Duitsland werd teruggeroepen.
Na zijn demotie maakte hij de instorting van het Derde Rijk in Wenen en Salzburg mee. Tussen februari en april 1945 was hij betrokken bij pogingen, met de westelijke geallieerden een aparte wapenstilstand voor Oostenrijk af te sluiten, vergelijkbaar met die voor Italië.

## Levenseinde
In de Processen van Neurenberg trad Glaise-Horstenau als getuige op. Hij legde een belastende verklaring af over de Kroatische oorlogsmisdadiger Miroslav Filipović en leverde daarmee een bijdrage aan diens veroordeling. Hij vreesde zelf in Oostenrijk vanwege zijn rol bij de annexatie door Duitsland, zwaar gestraft te worden. Ook liep hij de kans, uitgeleverd te worden aan Joegoslavië. In de gevangenis Neurenberg-Langwasser benam hij zich op 20 juli 1946 het leven. Tijdens zijn periode in Zagreb was hij begonnen zijn autobiografie te schrijven, wat hij tijdens zijn gevangenschap in 1945/46 tot kort voor zijn dood voortzette. Zijn omvangrijke memoires schetsen een beeld van de Oostenrijkse elite in de laatste jaren van de Oostenrijks-Hongaarse monarchie en de periode tussen beide wereldoorlogen. Door de Oostenrijkse staatsarchivaris Peter Broucek zijn ze verzameld, bewerkt en tussen 1980 en 1988 uitgegeven.

## Belangrijkste publicaties
- Österreich-Ungarns letzter Krieg, 7 Bände, 1931–35 (Hrsg.)
- Die Katastrophe, 1928
- Franz Josephs Weggefährte, 1930